# 罗伯特·弗林特
罗伯特·弗林特（英語：RObert Flint；1838年3月14日—1910年11月25日）是一名苏格兰神学家、哲学家， 同时在社会学方面也有一定的研究。1838年3月14日出生于苏格兰邓弗里斯，1910年11月25日逝世于爱丁堡。